# Houdini (scacchi)
Houdini è un motore scacchistico per Microsoft Windows, sviluppato dal programmatore belga Robert Houdart. La prima versione è stata distribuita il 15 marzo 2010. Le prime versioni, fino alla 1.5a, sono gratuite per uso non commerciale, mentre le versioni successive sono a pagamento. Houdini è al vertice delle graduatorie IPON e Blueyonder. È anche primo nelle graduatorie 40/40 e 40/4 del CEGT.
Secondo Houdart:
  L'autore riferisce di essere stato influenzato soprattutto da motori opensource quali Ippolit/RobboLito (UCI), Stockfish (UCI) e Crafty (WinBoard), ma Houdini è stato prodotto come motore UCI proprietario.
Houdini è supportato da sistemi operativi Windows a 32-bit e a 64-bit, guadagnando il 30% di velocità su architetture a 64-bit, ed è eseguito in sistemi multiprocessore. Come altri motori UCI, non è provvisto di una propria interfaccia grafica nativa, dunque richiede necessariamente l'uso di un'interfaccia grafica di terze parti. Houdini implementa un algoritmo di potatura alfa-beta molto avanzato con LMR, utilizza una bitboard e supporta tablebase Gaviota dalla versione 1.5.